# Marcelo Richotti
Marcelo Lorenzo Richotti (Bahía Blanca, 29 luglio 1963) è un allenatore di pallacanestro ed ex cestista argentino.
È il padre di Nicolás Richotti.

## Carriera
Con l'Argentina ha disputato i Campionati mondiali del 1990, i Giochi panamericani di Indianapolis 1987 e due edizioni dei Campionati americani (1988, 1989).